# ا هول این وان
ا هول این وان (انگلیسی: A Hole in One) یک فیلم آمریکایی به کارگردانی ریچارد لیدز است که در سال ۲۰۰۴ منتشر شد. در این فیلم میشل ویلیامز و میت لوف ایفای نقش می‌کنند. در فیلم نخستین فعالیت ریچارد لیدز در مقام نویسندگی و کارگردانی بود.
ا هول این وان نخستین بار در جشنواره فیلم ترایبکا در سال ۲۰۰۳ به نمایش درآمد.